# Drapetisca alteranda
Drapetisca alteranda är en spindelart som beskrevs av Chamberlin 1909. Drapetisca alteranda ingår i släktet Drapetisca och familjen täckvävarspindlar. Inga underarter finns listade i Catalogue of Life.